# New Ellenton
New Ellenton és una població dels Estats Units a l'estat de Carolina del Sud. Segons el cens del 2000 tenia 2.250 habitants.

## Demografia
Segons el cens del 2000, New Ellenton tenia 2.250 habitants, 876 habitatges i 616 famílies. La densitat de població era de 173,4 habitants/km².
Dels 876 habitatges en un 28,7% hi vivien nens de menys de 18 anys, en un 50,3% hi vivien parelles casades, en un 15,3% dones solteres, i en un 29,6% no eren unitats familiars. En el 26,4% dels habitatges hi vivien persones soles el 9,8% de les quals corresponia a persones de 65 anys o més que vivien soles. El nombre mitjà de persones vivint en cada habitatge era de 2,54 i el nombre mitjà de persones que vivien en cada família era de 3,06.
Per edats la població es repartia de la següent manera: un 24,8% tenia menys de 18 anys, un 8,1% entre 18 i 24, un 26,8% entre 25 i 44, un 23,8% de 45 a 60 i un 16,4% 65 anys o més.
L'edat mediana era de 39 anys. Per cada 100 dones de 18 o més anys hi havia 87,3 homes.
La renda mediana per habitatge era de 38.125 $ i la renda mediana per família de 45.521 $. Els homes tenien una renda mediana de 41.250 $ mentre que les dones 21.810 $. La renda per capita de la població era de 17.915 $. Entorn del 6,9% de les famílies i l'11,8% de la població estaven per davall del llindar de pobresa.

## Poblacions més properes
El següent diagrama mostra les poblacions més properes.